# 牧田和久
牧田 和久（まきた かずひさ、1984年11月10日 - ）は、静岡県焼津市出身の元プロ野球選手（投手、右投右打）、野球解説者、コーチ。

## 概要
投手として個人ではNPBで新人王を獲得している。
元メジャーリーガーでMLBではサンディエゴ・パドレスに所属していた。
現役時代は先発・中継ぎ・抑えと幅広い役割をこなす事から「困った時の牧田」と称されていた。
愛称は"マッキー"、"牧やん"。

## 経歴

### プロ入り前
焼津市立小川中学校から静清工業高等学校に進学。1年時の秋にアンダースローに転向した。甲子園出場はない。
平成国際大学ではエースとなり、2年時には大学日本代表として日米大学野球選手権大会に出場する。4年秋には最優秀防御率を受賞。
大学卒業後は日本通運に入社。2年目の2008年に日本選手権本大会の1回戦、対トヨタ自動車戦の試合中に荒波翔のバントの打球を処理しようとして転倒、右足前十字靱帯を断裂し全治1年の大怪我を負う。2009年の後半に復帰すると、翌2010年の第65回JABA東京スポニチ大会の対明治安田生命戦では7回コールドゲーム参考ながらノーヒットノーランを達成。同年の第81回都市対抗野球大会でも1回戦の対日本新薬戦では4安打完封勝ち。同期には中日ドラゴンズの野本圭がいる。
2010年10月28日のプロ野球ドラフト会議では埼玉西武ライオンズから2位指名を受け、契約金7000万円、年俸1300万円で仮契約を結んだ。

### 西武時代

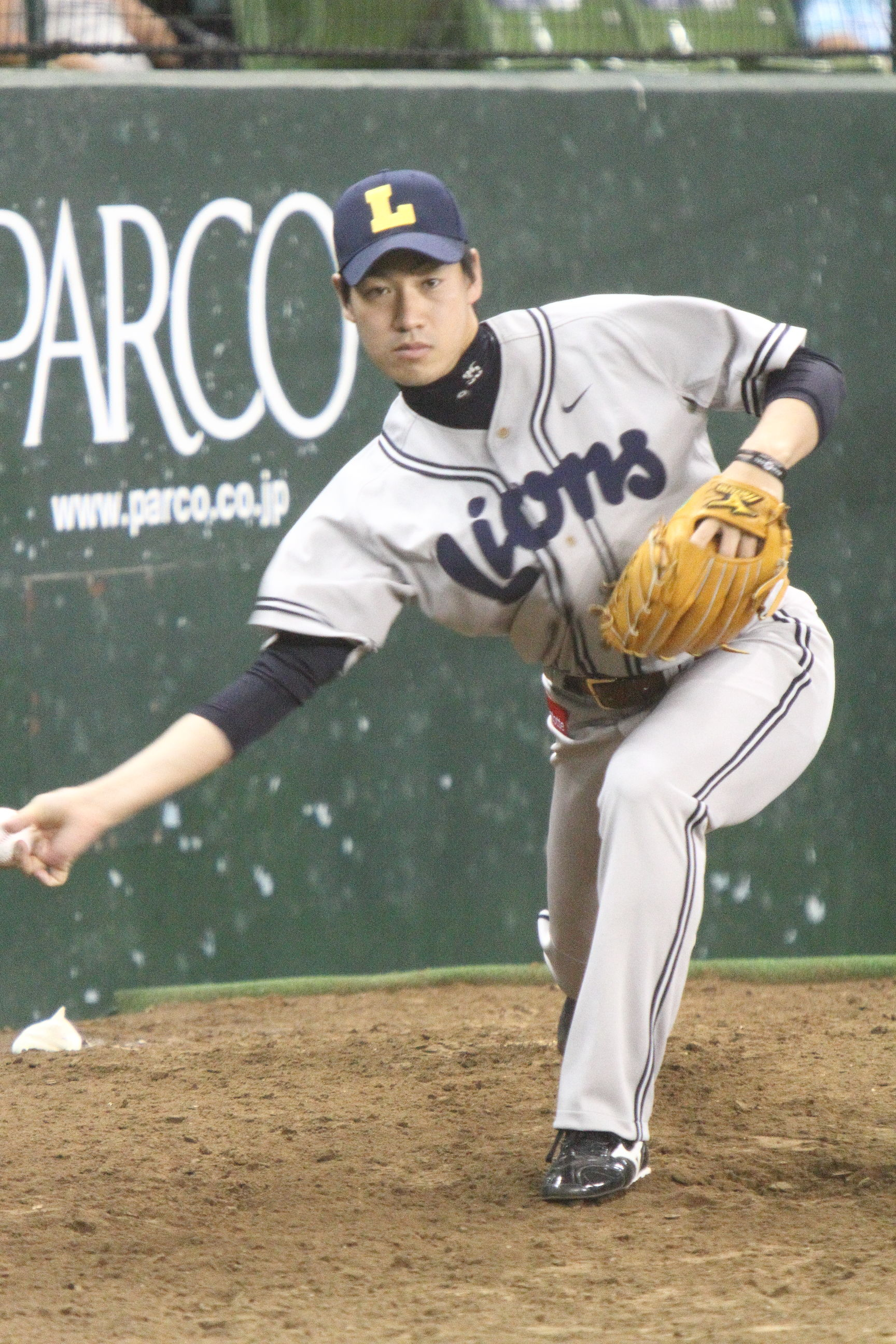
西武時代（2011年）

2011年は開幕一軍入りし、4月15日の福岡ソフトバンクホークス戦でプロ初登板・初先発。7回1/3を1失点の投球を見せたが、8回一死から四球を与えたところで右手中指に血マメができたため降板。5月6日の東北楽天ゴールデンイーグルス戦で、この年の新人で1番乗りとなる完封でのプロ初勝利を挙げる。しかし好投しても打線の援護と噛み合わず、なかなか勝ち星が付かないこともあった。交流戦明けになると中継ぎ陣の絶不調を理由にクローザーへ配置転換され、6月26日の楽天戦でプロ初セーブを挙げた。その後も抑えとして安定した投球を続け22セーブを挙げた。7月4日にはオールスターゲームに監督推薦で選出された。最終的にはチーム最多の55試合に登板し、22セーブに加え5勝を挙げた。チームとしては1999年の松坂大輔以来となる新人王を受賞した。チームは終盤の快進撃で3位となり、クライマックスシリーズ進出を果たした。ファーストステージでは2位の北海道日本ハムファイターズをストレートの2連勝で退け、ファイナルステージに進出。ファイナルステージでは第2戦と第3戦に登板したが、第2戦は8回の途中から登板し松中信彦に試合を決める満塁本塁打を打たれる。第3戦では延長12回表でチームは勝ち越せず、ソフトバンクはアドバンテージの1勝を含めて3勝しているため、引き分けがある場合は1位のチームはアドバンテージを含めた3勝でも日本シリーズ進出が決まるため、チームは延長12回表終了でCS敗退が決まった。そしてその裏に10回に同点適時打を打っている長谷川勇也にサヨナラ適時打を打たれ、ストレートの3連敗を喫した。
2012年は再び先発としてシーズンを迎えた。9月6日のソフトバンク戦で初の2桁勝利を達成、その後も勝利を重ねてチーム最多となる13勝を挙げた。このシーズン中で1度も出場選手登録を抹消されておらず、西武においては中島裕之とエステバン・ヘルマンに次ぐ3人目で、投手陣では唯一。オフの12月4日に2013 ワールド・ベースボール・クラシック（WBC）の日本代表候補選手34人に選出された。
2013年2月20日に第3回WBC日本代表選手28人に選出された。同大会では抑えとして活躍。チャイニーズタイペイ戦では相手の小フライをダイビングキャッチしてチームを盛り立てた。シーズンでは、開幕後は先発を任され、4月23日の千葉ロッテマリーンズ戦で無三振での完封勝利を記録。ライオンズでは1978年の石井茂雄以来35年ぶりの快挙だった。好投してもなかなか勝ち星に恵まれず、2年連続2桁勝利はならなかったが、リーグ3位の防御率を残し、Aクラス入りに貢献。オフに選手会長に就任した。
2014年5月に1勝も挙げられないなど勝ち星が中々伸びず、夏場も2か月で2勝と苦しんだ。本拠地最終戦となった10月2日の日本ハム戦で7失点を喫し、プロ入り後最短の2回途中で降板するなど前年と比べて打ちこまれる場面も増え、防御率は一点近く悪化した。オフの10月9日に日米野球2014の日本代表に選出された。第3戦では1イニングを無失点に抑え、日米野球史上初のノーヒットノーラン達成に貢献した。
2015年2月16日に「GLOBAL BASEBALL MATCH 2015 侍ジャパン 対 欧州代表」の日本代表に選出された。3月10日に行われた第1戦において2番手で登板し、2回を投げ被安打2、与死球1、自責点2の成績だった。シーズンでは3月27日のオリックス・バファローズとの開幕戦（西武プリンスドーム）において先発登板し、自身初めての開幕投手を務めた。8月、抑えを務めていた髙橋朋己の不振により先発から抑えに配置転換され、6日の対楽天戦では2点リードの9回に登板、無失点に抑えて4年ぶりにセーブを挙げた。その後3セーブを挙げたが、郭俊麟の不振などにより同月中には再び先発に戻ることが決定的になると、27日の対日本ハム戦において7月26日以来に先発登板し、6回を投げ無失点で勝利投手になった。オフの10月9日に第1回WBSCプレミア12の日本代表最終ロースター28名に選出された。
2016年は開幕から中継ぎを担当。勝ちゲームで1回のみ登板するセットアッパーと、先発が早々に崩れた試合で長い回を投げるロングリリーフなど様々な状況で起用され、前半戦終了時点で一軍投手陣トップの6勝を挙げる。球宴ファン投票中継ぎ部門で1位を獲得し、2013年以来3度目のオールスターゲームに選出された。右膝痛で6月16日から出場選手登録を抹消されたが、7月18日に一軍復帰。50試合に登板し7勝25ホールドを挙げ、中継ぎ最多の78 2/3イニングを投げた。オフの12月20日に第4回WBCの日本代表に選出され、2大会連続2度目の選出を果たした。
2017年はシーズン開幕前の3月に選出されていたWBCに参加。シーズンでは中継ぎとして58試合に登板し3勝28ホールドを挙げた。オフの11月23日にポスティングシステムでのメジャーリーグベースボール(MLB)挑戦を表明。12月11日に球団が容認し、日本野球機構にポスティング申請をした。

### パドレス時代
2018年1月6日にサンディエゴ・パドレスが2年380万ドルの契約で獲得を発表した。西武へ支払われる譲渡金は西武側のはからいで当初の設定額の半額となる50万ドルに下げられていた。背番号は西武時代の35がランディ・ジョーンズの永久欠番のため、逆さにした53となった。また翌7日にはパドレスで球団アドバイザーを務める斎藤隆と同じよしもとクリエイティブ・エージェンシーとマネジメント契約を結んだことが発表された。米スポーツ専門局「ESPN」の救援投手人気ランキングにて第6位に選出された。4月11日のコロラド・ロッキーズ戦に2番手で登板し、3点のリードを守り、メジャー初ホールド。しかし14試合登板で0勝0敗1ホールド・防御率6.75と成績が振るわず、5月7日にマイナー降格、傘下のAAA級エルパソ・チワワズへ配属された。5月13日にフィル・メイトンの故障者リスト入りに伴って再昇格。その後もメジャーとマイナーを行ったり来たりが続いた。最終成績は27試合登板で0勝1敗、防御率5.40だった。オフの11月2日にメジャー契約40人枠から外された。
2019年はスプリングトレーニングには招待選手として参加。オープン戦3試合登板で防御率13.50の成績に終わり、3月17日にはマイナーキャンプへ送られることが発表されていた。AA級アマリロ・ソッドプードルズ で開幕を迎えることになった。6月17日にメジャー契約を結んでアクティブ・ロースター入りしたが出番は無く、翌18日にDFAとなり、25日にマイナー契約で再びAA級アマリロへ配属された。7月2日、AAA級エルパソと契約する。ロングリリーフとして、5試合（13回1/3）を投げて3勝0敗、17奪三振、防御率1.35の成績を挙げたが、7月24日に再びAA級アマリロに降格となった。

### 楽天時代

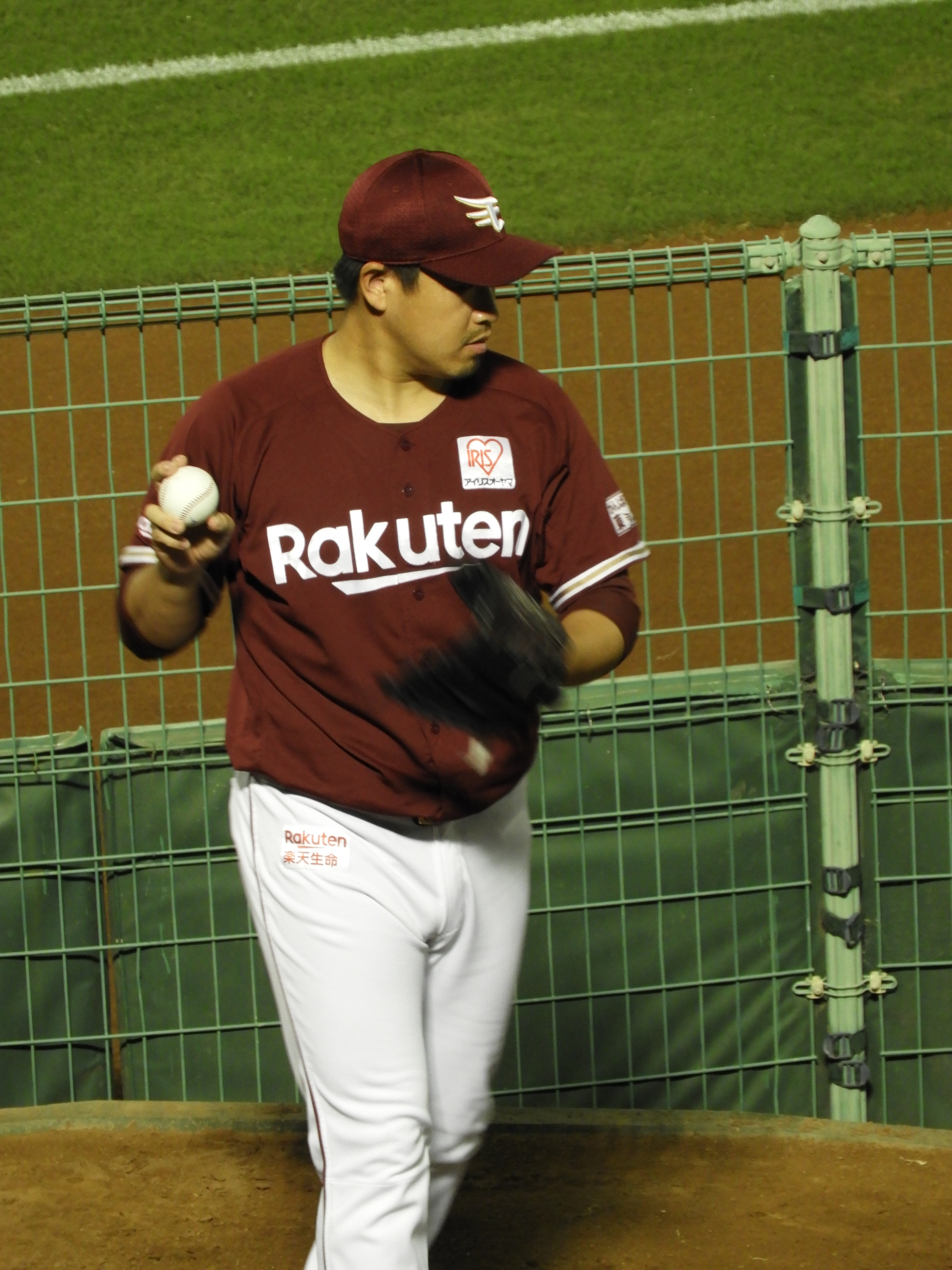
楽天時代（2020年9月16日、ほっともっとフィールド神戸にて）

埼玉西武ライオンズと阪神タイガースとの争奪戦を制し、2019年11月26日に東北楽天ゴールデンイーグルスへの入団に合意し、12月11日に入団会見が行われた。背番号は22。
2020年1月23日にフラワー空間デザイナー・タレントの立木シュウと結婚。中継ぎとしてシーズンを通して一軍に帯同し52試合に登板、2勝2敗2セーブ22ホールド・防御率2.16の好成績を残した。
2021年も中継ぎとして開幕を一軍で迎えた。4月7日の西武戦でシーズン初失点を喫するとその後の3登板でも2試合で失点し、4月18日に登録抹消。二軍調整を経て7月5日に一軍登録となったが、8月21日の日本ハム戦では7点リードの7回裏に登板し1回3安打2失点。さらに9月4日の西武戦では、5点リードの9回表に登板するも、一死から栗山巧に2000本安打となるヒットを打たれると、続く山川穂高に2点本塁打、呉念庭にもヒットを打たれ1イニング持たずに降板。翌9月5日に再び登録抹消となった。10月26日、戦力外通告を受けた。

### 台湾・中信兄弟時代
2022年4月19日に台湾プロ野球（CPBL）の中信兄弟と契約合意間近であることが報道され、5月2日に入団が正式に発表された。
7月12日の対富邦ガーディアンズ戦に3番手として登板し、1イニングを投げて1失点を喫するCPBLデビューとなった。8月6日までに6試合の登板で5回1/3を投げ、防御率8.44、二軍では3試合で防御率4.50の成績で、8月11日に二軍降格、9月12日、支配下選手登録を抹消された。10月25日、現役引退を決断したことが各紙で報じられた。

### 引退後
2023年はTBSテレビ・TBSチャンネル・J SPORTS・フジテレビTWOの野球解説者として活動。
2023年10月31日、2024年から監督を務める小久保裕紀からの要請により、福岡ソフトバンクホークスの三軍ファーム投手コーチを務めることが発表された。小久保とは2017年の第4回WBCで監督と選手の間柄だった。

## 選手としての特徴
| 球種           | 配分 | 平均球速 | 平均球速 | 水平運動 | 鉛直運動 |
| 球種           | %    | mph      | km/h     | in       | in       |
| -------------- | ---- | -------- | -------- | -------- | -------- |
| フォーシーム   | 65   | 81       | 131      | -6       | 3        |
| スライダー     | 17   | 71       | 114      | 4        | 5        |
| シンカー       | 10   | 80       | 129      | -8       | -3       |
| カーブ         | 5    | 60       | 97       | 6        | 6        |
| チェンジアップ | 4    | 73       | 117      | -7       | -4       |

地面すれすれの位置からアンダースローで放たれる平均球速約128km/h、最速137km/hのストレートとスライダー、カーブ、高速シンカー(シュート)、チェンジアップを投げ分ける。
早い投球テンポで優位に立ち、フォームに強弱をつけることでタイミングをずらすなど、打者を幻惑する投球スタイル。その幻惑によって吐き気を催す打者がいるほどである。握りを変えるなどして数種類のストレートを投げることを意識しており、「スピードガンの数字以上に見せるキレと技術がアンダースローの面白いところ」だという。今浪隆博は、テンポの速さから剛速球投手のように感じたと語っており、日本ハム時代に牧田の対策をチームのミーティングで話し合った際にも剛速球投手として対策していたと証言している。アンダースローでありながらクイックも上手く、クイックで緩急もつけている。所属チーム・代表を問わず、チームの状況に応じて先発・中継ぎ・抑えと幅広い役割をこなす姿から「困った時の牧田」とも称される。
登録は右打ちだが、交流戦では「左の方が（打球が）飛びやすい」という理由から左打席に入ることがあり、2013年5月15日のヤクルト戦では実際に左打席に入った。高校時代はスイッチヒッターだった。

## 詳細情報

### 年度別投手成績
| 年 度     | 球 団     | 登 板 | 先 発 | 完 投 | 完 封 | 無 四 球 | 勝 利 | 敗 戦 | セ 丨 ブ | ホ 丨 ル ド | 勝 率 | 打 者 | 投 球 回 | 被 安 打 | 被 本 塁 打 | 与 四 球 | 敬 遠 | 与 死 球 | 奪 三 振 | 暴 投 | ボ 丨 ク | 失 点 | 自 責 点 | 防 御 率 | W H I P |
| --------- | --------- | ----- | ----- | ----- | ----- | -------- | ----- | ----- | -------- | ----------- | ----- | ----- | -------- | -------- | ----------- | -------- | ----- | -------- | -------- | ----- | -------- | ----- | -------- | -------- | ------- |
| 2011      | 西武      | 55    | 10    | 2     | 1     | 0        | 5     | 7     | 22       | 1           | .417  | 510   | 127.2    | 105      | 5           | 16       | 1     | 9        | 86       | 0     | 1        | 39    | 37       | 2.61     | 0.95    |
| 2012      | 西武      | 27    | 27    | 3     | 1     | 0        | 13    | 9     | 0        | 0           | .591  | 739   | 178.0    | 175      | 4           | 36       | 0     | 9        | 108      | 0     | 1        | 55    | 48       | 2.43     | 1.19    |
| 2013      | 西武      | 26    | 26    | 3     | 1     | 0        | 8     | 9     | 0        | 0           | .471  | 690   | 166.0    | 169      | 13          | 39       | 1     | 9        | 87       | 2     | 0        | 54    | 48       | 2.60     | 1.25    |
| 2014      | 西武      | 26    | 26    | 0     | 0     | 0        | 8     | 9     | 0        | 0           | .471  | 734   | 170.2    | 170      | 10          | 50       | 0     | 12       | 89       | 0     | 0        | 74    | 71       | 3.74     | 1.29    |
| 2015      | 西武      | 34    | 21    | 1     | 0     | 0        | 9     | 11    | 3        | 0           | .450  | 596   | 137.2    | 143      | 7           | 44       | 2     | 11       | 66       | 1     | 0        | 68    | 56       | 3.66     | 1.36    |
| 2016      | 西武      | 50    | 0     | 0     | 0     | 0        | 7     | 1     | 0        | 25          | .875  | 312   | 78.2     | 54       | 3           | 16       | 2     | 10       | 43       | 0     | 0        | 15    | 14       | 1.60     | 0.89    |
| 2017      | 西武      | 58    | 0     | 0     | 0     | 0        | 3     | 3     | 0        | 28          | .500  | 248   | 62.2     | 59       | 4           | 5        | 0     | 3        | 35       | 0     | 0        | 18    | 16       | 2.30     | 1.02    |
| 2018      | SD        | 27    | 0     | 0     | 0     | 0        | 0     | 1     | 0        | 2           | .000  | 149   | 35.0     | 32       | 7           | 12       | 2     | 2        | 37       | 0     | 0        | 23    | 21       | 5.40     | 1.26    |
| 2020      | 楽天      | 52    | 0     | 0     | 0     | 0        | 2     | 2     | 2        | 22          | .500  | 197   | 50.0     | 39       | 5           | 12       | 0     | 0        | 33       | 1     | 0        | 15    | 12       | 2.16     | 1.02    |
| 2021      | 楽天      | 17    | 0     | 0     | 0     | 0        | 0     | 0     | 0        | 2           | ----  | 72    | 16.1     | 17       | 2           | 3        | 0     | 1        | 5        | 0     | 0        | 10    | 6        | 3.31     | 1.22    |
| 2022      | 中信      | 6     | 0     | 0     | 0     | 0        | 0     | 0     | 0        | 0           | ----  | 29    | 5.1      | 14       | 1           | 0        | 0     | 0        | 4        | 0     | 0        | 5     | 5        | 8.44     | 2.63    |
| NPB：9年  | NPB：9年  | 345   | 110   | 9     | 3     | 0        | 55    | 51    | 27       | 78          | .519  | 4098  | 987.2    | 931      | 53          | 221      | 6     | 64       | 552      | 4     | 2        | 348   | 308      | 2.81     | 1.17    |
| MLB：1年  | MLB：1年  | 27    | 0     | 0     | 0     | 0        | 0     | 1     | 0        | 2           | .000  | 149   | 35.0     | 32       | 7           | 12       | 2     | 2        | 37       | 0     | 0        | 23    | 21       | 5.40     | 1.26    |
| CPBL：1年 | CPBL：1年 | 6     | 0     | 0     | 0     | 0        | 0     | 0     | 0        | 0           | ----  | 29    | 5.1      | 14       | 1           | 0        | 0     | 0        | 4        | 0     | 0        | 5     | 5        | 8.44     | 2.63    |

- 各年度の太字はリーグ最多

### 年度別投手成績所属リーグ内順位
| 年 度 | 年 齢 | リ ｜ グ   | 勝 利 | セ ｜ ブ | ホ ｜ ル ド | 奪 三 振 | 防 御 率 |
| ----- | ----- | ---------- | ----- | -------- | ----------- | -------- | -------- |
| 2011  | 27    | パ・リーグ | -     | 4位      | -           | -        | -        |
| 2012  | 28    | パ・リーグ | 3位   | -        | -           | 8位      | 7位      |
| 2013  | 29    | パ・リーグ | 10位  | -        | -           | -        | 3位      |
| 2014  | 30    | パ・リーグ | -     | -        | -           | -        | 9位      |
| 2015  | 31    | パ・リーグ | -     | -        | -           | -        | -        |
| 2016  | 32    | パ・リーグ | -     | -        | 4位         | -        | -        |
| 2017  | 33    | パ・リーグ | -     | -        | 6位         | -        | -        |
| 2018  | 34    | ナ・リーグ | -     | -        | -           | -        | -        |
| 2020  | 36    | パ・リーグ | -     | -        | 5位         | -        | -        |
| 2021  | 37    | パ・リーグ | -     | -        | -           | -        | -        |
| 2022  | 38    | CPBL       | -     | -        | -           | -        | -        |

- -は10位未満（防御率は規定投球回到達未満の場合も-と表記）

### WBCでの投手成績
| 年 度 | 代 表 | 登 板 | 先 発 | 勝 利 | 敗 戦 | セ ｜ ブ | 打 者 | 投 球 回 | 被 安 打 | 被 本 塁 打 | 与 四 球 | 敬 遠 | 与 死 球 | 奪 三 振 | 暴 投 | ボ ｜ ク | 失 点 | 自 責 点 | 防 御 率 |
| ----- | ----- | ----- | ----- | ----- | ----- | -------- | ----- | -------- | -------- | ----------- | -------- | ----- | -------- | -------- | ----- | -------- | ----- | -------- | -------- |
| 2013  | 日本  | 3     | 0     | 1     | 0     | 1        | 14    | 3.0      | 4        | 0           | 1        | 1     | 0        | 5        | 0     | 0        | 0     | 0        | 0.00     |
| 2017  | 日本  | 5     | 0     | 1     | 0     | 2        | 26    | 6.0      | 5        | 0           | 2        | 0     | 0        | 6        | 0     | 0        | 3     | 2        | 3.00     |

### WBSCプレミア12での投手成績
| 年 度 | 代 表 | 登 板 | 先 発 | 勝 利 | 敗 戦 | セ ｜ ブ | 打 者 | 投 球 回 | 被 安 打 | 被 本 塁 打 | 与 四 球 | 敬 遠 | 与 死 球 | 奪 三 振 | 暴 投 | ボ ｜ ク | 失 点 | 自 責 点 | 防 御 率 |
| ----- | ----- | ----- | ----- | ----- | ----- | -------- | ----- | -------- | -------- | ----------- | -------- | ----- | -------- | -------- | ----- | -------- | ----- | -------- | -------- |
| 2015  | 日本  | 2     | 0     | 0     | 0     | 0        | 5     | 1.1      | 0        | 0           | 1        | 0     | 0        | 1        | 0     | 0        | 0     | 0        | 0.00     |

### 年度別守備成績
| 年 度 | 球 団 | 投手  | 投手  | 投手  | 投手  | 投手  | 投手     |
| 年 度 | 球 団 | 試 合 | 刺 殺 | 補 殺 | 失 策 | 併 殺 | 守 備 率 |
| ----- | ----- | ----- | ----- | ----- | ----- | ----- | -------- |
| 2011  | 西武  | 55    | 9     | 23    | 1     | 0     | .970     |
| 2012  | 西武  | 27    | 7     | 39    | 4     | 0     | .920     |
| 2013  | 西武  | 26    | 17    | 44    | 1     | 5     | .984     |
| 2014  | 西武  | 26    | 13    | 34    | 0     | 1     | 1.000    |
| 2015  | 西武  | 34    | 10    | 36    | 2     | 1     | .958     |
| 2016  | 西武  | 50    | 0     | 16    | 0     | 0     | 1.000    |
| 2017  | 西武  | 58    | 3     | 17    | 1     | 1     | .952     |
| 2018  | SD    | 27    | 3     | 4     | 0     | 0     | 1.000    |
| 2020  | 楽天  | 52    | 4     | 13    | 1     | 1     | .944     |
| 2021  | 楽天  | 17    | 3     | 1     | 0     | 0     | 1.000    |
| 2022  | 中信  | 6     | 0     | 1     | 0     | 0     | 1.000    |
| NPB   | NPB   | 345   | 66    | 223   | 10    | 9     | .967     |
| MLB   | MLB   | 27    | 3     | 4     | 0     | 0     | 1.000    |
| CPBL  | CPBL  | 6     | 0     | 1     | 0     | 0     | 1.000    |

### 表彰
NPB
- 新人王（2011年）
- 2011ゴールデン・ルーキー賞（2011年）
- 月間MVP：1回（投手部門：2013年3・4月）
- スピードアップ賞：3回（パ・リーグ部門：2015年 投手部門：2016年、2017年）

### 記録

#### NPB
初記録
- 初登板・初先発登板：2011年4月15日、対福岡ソフトバンクホークス1回戦（福岡Yahoo! JAPANドーム）、7回1/3を1失点
- 初奪三振：同上、2回裏に松田宣浩から空振り三振
- 初完投：2011年4月22日、対オリックス・バファローズ1回戦（京セラドーム大阪）、8回2失点で敗戦投手
- 初勝利・初先発勝利・初完投勝利・初完封勝利：2011年5月6日、対東北楽天ゴールデンイーグルス2回戦（日本製紙クリネックススタジアム宮城）、9回無失点6奪三振
- 初セーブ：2011年6月26日、対東北楽天ゴールデンイーグルス7回戦（西武ドーム）、9回表に4番手で救援登板・完了、1回無失点
- 初ホールド：2011年8月6日、対福岡ソフトバンクホークス13回戦（西武ドーム）、10回表に4番手で救援登板、1回無失点

その他の記録
- オールスターゲーム出場：4回（2011年、2013年、2016年、2017年）

#### MLB
初記録
- 初登板：2018年3月30日、対ミルウォーキー・ブルワーズ2回戦（ペトコ・パーク）、5回表二死に2番手で救援登板、1回1/3無失点
- 初奪三振：2018年4月3日、対コロラド・ロッキーズ2回戦（ペトコ・パーク）、9回表にカルロス・ゴンザレスから空振り三振
- 初ホールド：2018年4月10日、対コロラド・ロッキーズ6回戦（クアーズ・フィールド）、7回裏に2番手で救援登板、1回無失点

#### CPBL
初記録
- 初登板：2022年7月12日、対富邦ガーディアンズ（新北市立新莊棒球場）、7回裏に3番手で救援登板、1回1失点[81]

### 背番号
- 35（2011年 - 2017年、2022年）
- 53（2018年）
- 22（2020年 - 2021年）
- 97（2024年 - ）

### 登場曲
- 「SPEED TK RE-MIX」TETSUYA "TK" KOMURO（2011年 ‐ 2015年）
- 「International Love feat. Chris Brown」PitBull（2016年 - 2017年）
- 「Firestone」Kygo（2020年 - ）

### 代表歴
- 2013 ワールド・ベースボール・クラシック日本代表
- 2015 WBSCプレミア12 日本代表
- 2017 ワールド・ベースボール・クラシック日本代表